# یواس‌اس سلینور (ای‌کی‌ای-۴۱)
یواس‌اس سلینور (ای‌کی‌ای-۴۱) (به انگلیسی: USS Selinur (AKA-41)) یک کشتی بود که طول آن ۴۲۶ فوت (۱۳۰ متر) بود. این کشتی در سال ۱۹۴۵ ساخته شد.